# Toto IV
Toto IV – czwarty album studyjny amerykańskiego zespołu Toto, wydany w roku 1982.
Albumowi przyznano 6 nagród Grammy, wliczając w to "Record of the Year" (nagranie roku) dla "Rosanny", Album Roku dla Toto IV, i "Producent Roku" dla zespołu. Trafił na 4 miejsce w Billboard's Pop Albums chart. Singel "Rosanna" (zainspirowany przez związek pomiędzy Steve'em Porcaro a aktorką Rosanną Arquette) został hitem. Piosenka "Africa" została wydana jako trzeci singel.
Był to ostatni album w oryginalnym składzie. Basista David Hungate odszedł z zespołu podczas nagrywania albumu. Dwa lata później, w trakcie przesłuchań do kolejnego albumu, wokalista Bobby Kimball został wyrzucony z zespołu, z powodu uzależnienia od narkotyków, które uszkodziły jego głos.

## Lista utworów
1. "Rosanna" (Paich) – 5:31
2. "Make Believe" (Paich) – 3:45
3. "I Won't Hold You Back" (Lukather) – 4:56
4. "Good for You" (Kimball/Lukather) – 3:20
5. "It's a Feeling" (S. Porcaro) – 3:08
6. "Afraid of Love" (Lukather/Paich/J. Porcaro) – 3:51
7. "Lovers in the Night" (Paich) – 4:26
8. "We Made It" (Paich/J. Porcaro) – 3:58
9. "Waiting for Your Love" (Kimball/Paich) – 4:13
10. "Africa" (Paich/J. Porcaro) – 4:57

## Muzycy
- David Paich – instrumenty klawiszowe, aranżacje orkiestrowe ("I Won't Hold You Back",  "It's a Feeling"), wokal prowadzący, wokal wspierający
- Steve Lukather – gitara, wokal prowadzący, wokal wspierający, fortepian ("Good for You")
- Bobby Kimball – wokal prowadzący, wokal wspierający
- Jeff Porcaro – perkusja, instrumenty perkusyjne
- Steve Porcaro – instrumenty klawiszowe, wokal prowadzący ("It's a Feeling")
- David Hungate – gitara basowa

## Single
- Rosanna / It's A Feeling
- Africa / We Made It
- Africa / Good for You
- Make Believe / Lovers In the Night
- I Won't Hold You Back / Waiting For Your Love
- I Won't Hold You Back / Afraid of Love
- I Won't Hold You Back / Hold the Line / 99 / Goodbye Elenore
- Waiting for Your Love